# Mordellistena picipennis
Mordellistena picipennis är en skalbaggsart som beskrevs av Smith 1882. Mordellistena picipennis ingår i släktet Mordellistena och familjen tornbaggar. Inga underarter finns listade i Catalogue of Life.